# Justin Scott
Justin Scott (ur. 1944 w Nowym Jorku) – amerykański pisarz. Autor 23 thrillerów i powieści kryminalnych. Jego najbardziej znanym pseudonimem jako autor jest Paul Garrison, J.S. Blazer, Alexander Cole. Pisze powieści powiązane z morzem. Od 2009 roku wspólnie z najpopularniejszym konkurentem Clive’em Cusslerem wydał dziewięć książek, których bohaterem jest Isaac Bell.

## Życiorys
Justin Scott wychował się na Long Island w rodzinie profesjonalnych pisarzy: ojciec A. Leslie Scott napisał 250 powieści, matka Lily K. Scott pisała powieści z kilku gatunków: powieści, historie miłosne, opowiadania. Siostra Scotta, Alison Scott Skelton, jest także pisarką.
Scott zarabiał na życie jako pisarz, pracował jako kierowca ciężarówki, w barze w Hell’s Kitchen. Podróżował do Rosji, Chin i Szkocji.

## Nagrody
- 1974 nominacja do Nagrody im. Edgara Allana Poego za Many Happy Returns
- 1995 nominacja do Nagrody im. Edgara Allana Poego za najlepsze opowiadanie An Eye for a Tooth

## Życie prywatne
Obecnie Scott mieszka z żoną, Amber Edwards, która jest filmowcem, w Newtown, w stanie Connecticut.

### Jako Justin Scott
- Many Happy Returns (1973)
- Znikający skarb (Treasure for Treasure, 1974) wyd. Amber w 1995 r.
- Pościg na oceanie (The Shipkiller, 1978) wyd. Amber w 1992 r.
- Błękitne Bractwo (The Turning, 1978) wyd. Amber w 1994 r.
- Normandie Triangle (1981)
- A Pride of Royals (1983)
- Spy (1984)
- The Auction (1985)
- Rampage (1986)
- The Cossack's Bride (1988)
- The White Death (1989)
- The Hong Kong Edge (1990)
- Katherine's Face (1990)
- Półwysep dziewięciu smoków (The Nine Dragons,1991) wyd. Amber w 1995 r.
- The Commissioner’s Moll (1992)
- An Eye for a Tooth (1994)
- Wyspa skarbów (Treasure Island, 1994) wyd. Amber w 1995 r.
- A Shooting Over in Jersey (1998)
- The Hungry Sky (2000)
- Cat in Love (2002)
- The Wrecker (2009)

### Jako Paul Garrison
- Fire and Ice (1998)
- Red Sky at Morning (2000)
- Buried at Sea (2002)
- Sea Hunter (2003)
- The Ripple Effect (2004)

### Jako J.S. Blazer
- Deal me out (1973)
- Lend a Hand (1975)